# Moritz Eggert
Pour les articles homonymes, voir Eggert.
Ne pas confondre avec le mathématicien Moritz Egert.
Moritz Eggert est un pianiste et compositeur allemand, créateur de nombreux opéras, né à Heidelberg le 25 novembre 1965.

## Biographie
Moritz Eggert a commencé ses études de piano et de composition en 1975 au Dr. Hoch's Konservatorium à Francfort (avec Wolfgang Wagenhaeuser et Claus Kühnl), à Francfort Musikhochschule (avec Leonard Hokanson) et à la Hochschule für Musik und Theater München (avec Wilhelm Killmayer). Plus tard, il poursuit ses études de piano avec Raymund Havenith et Dieter Lallinger, et ses études de composition avec Hans-Jürgen von Bose à Munich. En 1992, il passa une année à Londres comme un étudiant de troisième cycle de composition avec Robert Saxton à la Guildhall School of Music and Drama.
Moritz Eggert a couvert tous les genres dans son travail - son œuvre se compose de 7 opéras ainsi que des ballets et travaille pour la danse et de théâtre musical, souvent avec des éléments de performance inhabituelle. 1.997 télévision allemande a produit un long-métrage portrait de sa musique.
Comme pianiste, il collabore régulièrement avec de nombreux artistes, en tant que soliste avec orchestre, en tant que partenaire de musique de chambre dans diverses formations et comme accompagnateur Lied. En 1996, il a présenté l'intégrale des œuvres pour piano solo par Hans Werner Henze pour la première fois dans un concert, en 1989, il a été primé au Concours International Gaudeamus pour interprètes de musique contemporaine.
En tant que compositeur Moritz Eggert a été récompensé par des prix dont le Prix de composition du Osterfestspiele Salzburger, le / Schneider Schott, la mention "ad referendum"-prix dans le Montréal, le Förderpreis Siemens pour les jeunes compositeurs, et le Prix de Zemlinsky. 2003, il devint un membre de la «Bayerische Akademie der Schoenen Kuenste".
En 1991, il fonde avec Sandeep Bhagwati un festival Devantgarde pour la nouvelle musique qui a eu lieu pour la 9e fois en juin 2007.

## Œuvres
Son concert du cycle de longueur pour piano solo, Hämmerklavier, est parmi ses œuvres les plus connues et a été réalisée dans le monde. Moritz Eggert a écrit 7 opéras et plusieurs œuvres pour la musique et la danse théâtre. Son dernier opéra, L'escargot, a été réalisé dans Mannheim (réalisé et écrit par Hans Neuenfels).
Ses grands Oratorio de football pour la Ruhrtriennale 2005 et le Championnat du monde de football en Allemagne 2006 a connu une couverture médiatique largement en allemand ainsi que des médias étrangers.
Moritz Eggert créé la cérémonie d'ouverture de la Coupe du monde 2006 (en collaboration avec le réalisateur Christian Stueckl en scène et scénographe Marlene Pohley) et travaille actuellement sur un nouvel opéra pour le Festival Beethoven et l'Opéra de Bonn (Freax, en collaboration avec le librettiste Duebgen Hannah, septembre 2007, première réalisation : Christoph Schlingensief). Un collage des 22 opéras de Mozart (Orale Pôle Mazy Brats) pour 4 chanteurs, conférencière et orchestre pour le concert d'ouverture du Festival de Salzbourg 2006 a récemment été diffusé en direct à la télévision dans l'ensemble de l'Europe. Il y a actuellement 6 nouvelles productions d'opéras Eggert dans plusieurs villes en Allemagne et en Suisse lors de la saison 2006/2007.